# Lilla Mettjärnen
Lilla Mettjärnen är en sjö i Ale kommun i Västergötland och ingår i Göta älvs huvudavrinningsområde. Sjön ligger i skogsområdet  Alefjäll.